# 拉沙佩勒欧里布勒
拉沙佩勒欧里布勒（法語：La Chapelle-au-Riboul，法語發音：[la ʃapɛl o ʁibul]）是法国马耶讷省的一个市镇，位于该省北部略偏东，属于马耶讷区。

## 地理
拉沙佩勒欧里布勒（48°19'7"N, 0°26'1"W）面积13.1 平方千米，位于法国卢瓦尔河地区大区马耶讷省，该省份为法国西北部内陆省份，北起芒什省和奧恩省，西接伊勒-维莱讷省，南至曼恩-卢瓦尔省，东临萨尔特省。
与拉沙佩勒欧里布勒接壤的市镇（或旧市镇、城区）包括：阿尔当日、尚热内特、格拉宰、昂贝、马尔西耶城。

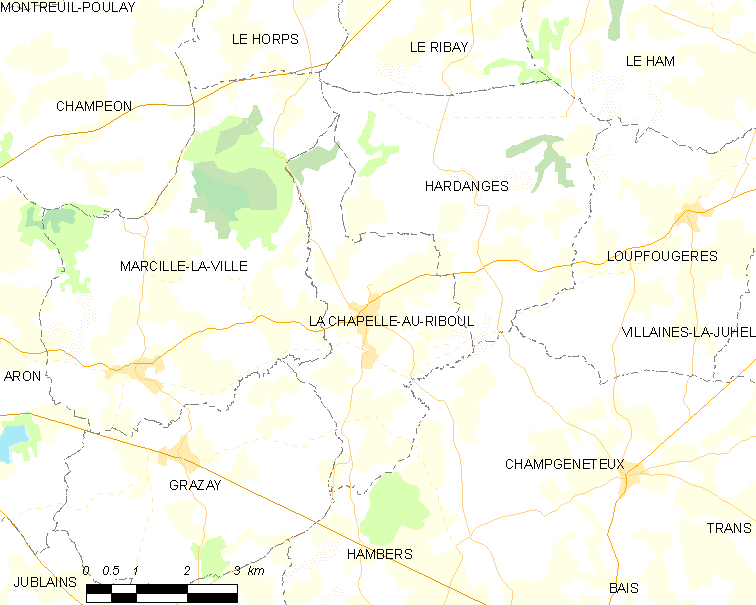
拉沙佩勒欧里布勒的OSM定位图

拉沙佩勒欧里布勒的时区为UTC+01:00、UTC+02:00（夏令时）。

## 行政
拉沙佩勒欧里布勒的邮政编码为53440，INSEE市镇编码为53057。

## 政治
拉沙佩勒欧里布勒所属的省级选区为拉赛堡县。

## 人口

1962-2008年间拉沙佩勒欧里布勒人口变化图示

拉沙佩勒欧里布勒于2022年1月1日时的人口数量为503人。